# Фарнский маяк
Фарнский маяк (англ. Farne Lighthouse) — маяк, расположенный на юге острова Иннер-Фарн — одном из островов архипелага Фарне у побережья Северного Нортумберленда в северо-восточной Англии. Функционирует как маяк со момента постройки в XIX веке, будучи в ведении Trinity House. Один из первых автоматизированых маяков в Англии (с 1910 года).

## История

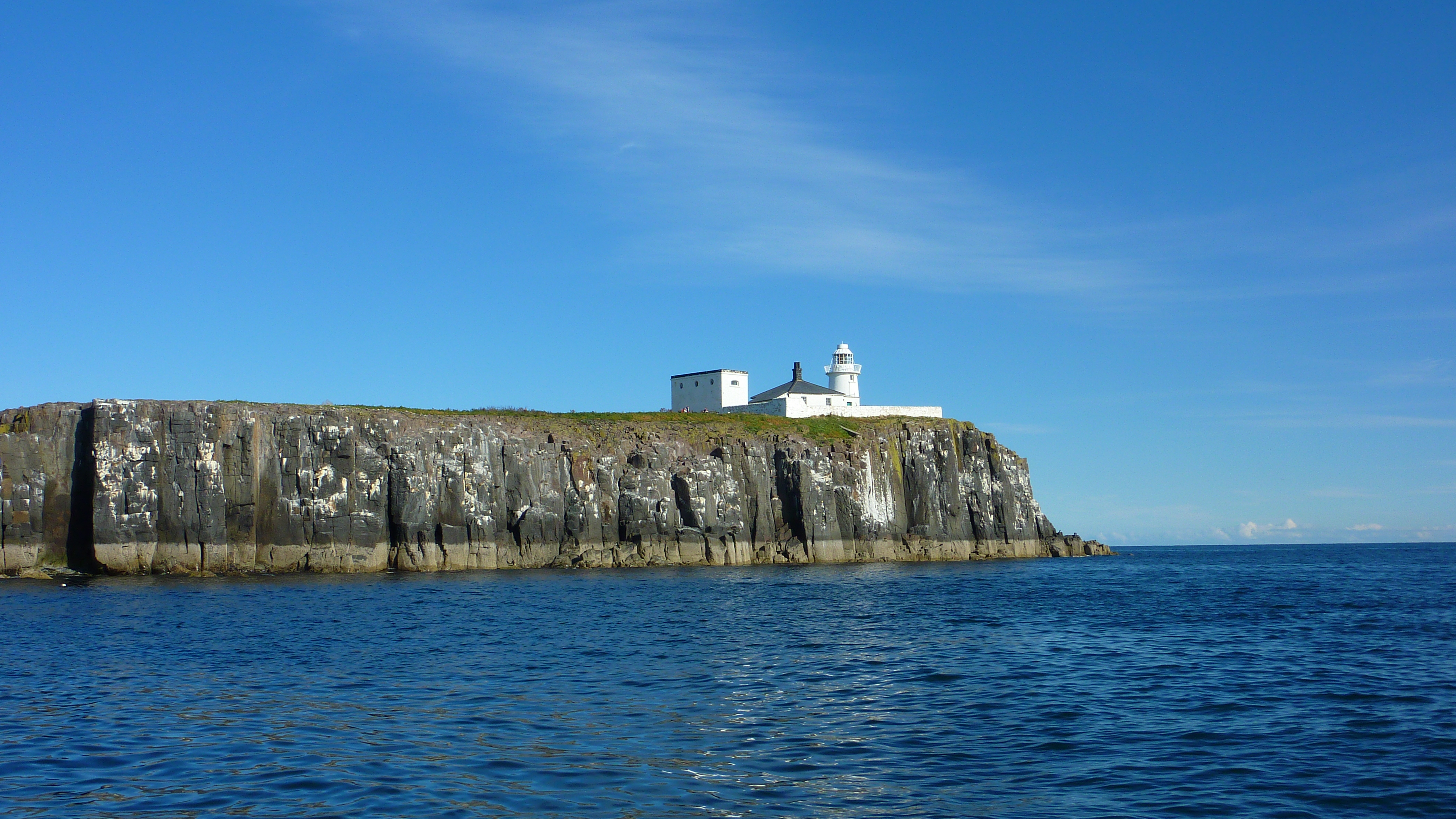
Вид на маяк с моря.

В 1811 году британская корпорация Trinity House, заведовавшая морской навигацией, построила два маяка на Фарнских островах, одним из которых был Фарнский маяк. Оба маяка были спроектированы инженером Дэниелом Александером и служили заменой более старому угольному маяку, установленному на острове капитаном Джоном Блэкеттом в 1778 году.
Фарнский маяк (первоначально называвшийся Верхним Фарнским маяком, англ. Farne High Lighthouse) был первоначально оснащён семью аргандовыми лампами и отражателями, которые давали одну белую вспышку каждые 30 секунд. В 1910 году маяк был автоматизирован и переоборудован для работы на ацетилене, подача которого регулировалась солнечным клапаном; для производства газа рядом с маяком был построен небольшой завод. В фонаре была установлена новая фиксированная линза Френеля, а к основному сигнальному огню был добавлен красный секторный огонь для подсвечивания опасных участков фарватера; секторный огонь на Фарнском маяке был синхронизирован с огнём на Бамбороском маяке, открытым несколькими месяцами позднее. В 1996 году Фарнский маяк был переведён с ацетилена на солнечную энергию.
 
Вместе с нынешним маяком был построен Нижний Фарнский маяк (англ. Farne Low Lighthouse), представлявший собой восьмиугольную башню 8 метров высотой. Нижний маяк находился на расстоянии 150 метров от верхнего, недалеко от северо-западной оконечности острова Иннер-Фарн. Он служил для предупреждения моряков об изолированном скалистом острове, лежащем на мелководье в миле к северо-западу от Иннер-Фарна и представлявшем опасность для проходящих судов. В отличие от Верхнего маяка, оборудованного вращающимися лампами, Нижний маяк излучал неподвижный луч света от одной аргандовой лампы и одного отражателя. Оба маяка находились под управлением одного смотрителя, жившего у Верхнего маяка.
Нижний маяк прекратил работу в 1910 году, после автоматизации верхнего маяка, и впоследствии был снесён вместе с жилыми домами смотрителей.

### Внешний маяк
В 1811 году, одновременно с сооружением двух маяков на острове Иннер-Фарн, Trinity House также построила дополнительный маяк на острове Бранусман — одном из внешних островов архипелага Фарне; этот маяк был назван Внешним Фарнским маяком англ. Farne Outer Lighthouse. Внешний маяк также был разработан Дэниелом Александером и функционировал по тому же принципу, что и Верхний Фарнский маяк (с вращающимися Аргандовыми лампами), но был выше и мощнее. Он также заменил более ранний маяк, построенный капитаном Блэкеттом в 1778 году. В 1826 году Внешний маяк был перенесён на более выгодную позицию на острове Лонгстоун, расположенном дальше от берега, и был переименован в Лонгстонский маяк. Как и маяк на Иннер-Фарне, Лонгстонский маяк был автоматизирован и работает по сей день.

## Описание

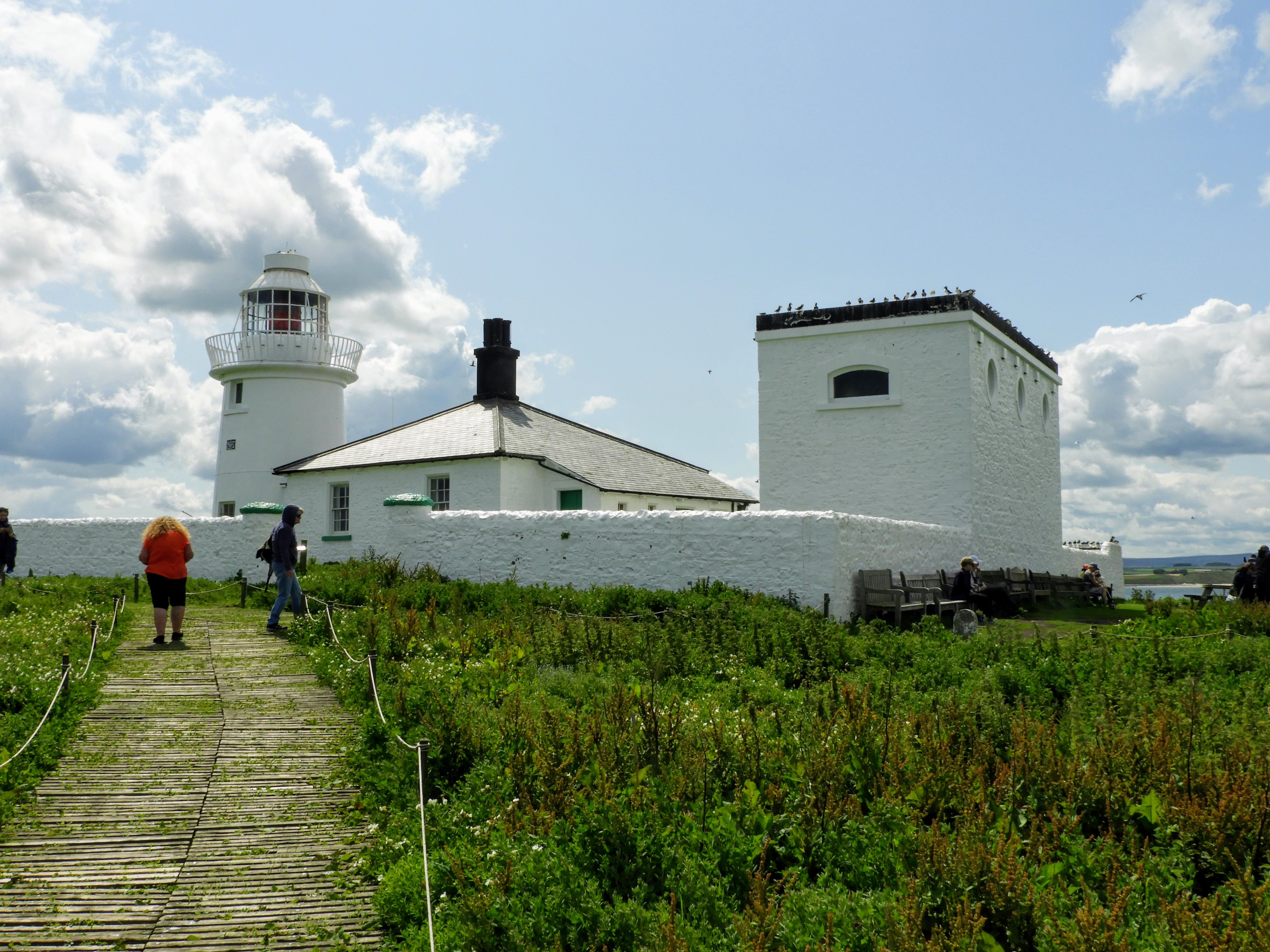
Фарнский маяк, бывший дом смотрителя и ацетиленовый завод

Маяк представляет собой кирпичную башню высотой 13 метров. Дальность сигнального огня — 15 километров (8 морских миль). При маяке расположены ныне покинутый дом смотрителя и ацетиленовый завод, выполненные в том же архитектурном стиле. В июне 2005 года Фарнский маяк был продан Национальному фонду за 132 000 фунтов стерлингов; тем не менее он остается действующим маяком, а соответствующие части здания были сданы в аренду Trinity House за небольшую плату. В 2022 году было дано разрешение на замену старых Аргандовых ламп на светодиодную установку, которая продолжит функционировать в оригинальной конструкции.